# Sara (Togo)
Pour les articles homonymes, voir Sara.
Sara est un village du Togo située dans la préfecture de Bassar, dans la région de la Kara.

## Géographie
Sara est situé à environ 62 km de Bassar, chef lieu de la préfecture.

## Population
La population est formée majoritairement par l'ethnie Bassar, dont la pratique religieuse est l'animisme.

## Vie économique
- Atelier ferblanterie

## Lieux publics
- École primaire public (École officielle)
- École Catholique
- CEG Sara-Kaboura
- Marché de Sara (appelé Poutakpa)
- Dispensaire de Sara